# 梅維尤 (伊利諾伊州)
梅維尤（英語：Mayview）是位於美國伊利諾伊州尚佩恩縣的一個非建制地區。該地的面積和人口皆未知。

## 地理
梅維尤的座標為40°06′48″N 88°06′37″W / 40.11333°N 88.11028°W，而該地的平均海拔高度為209米（即686英尺）。